# L-twin

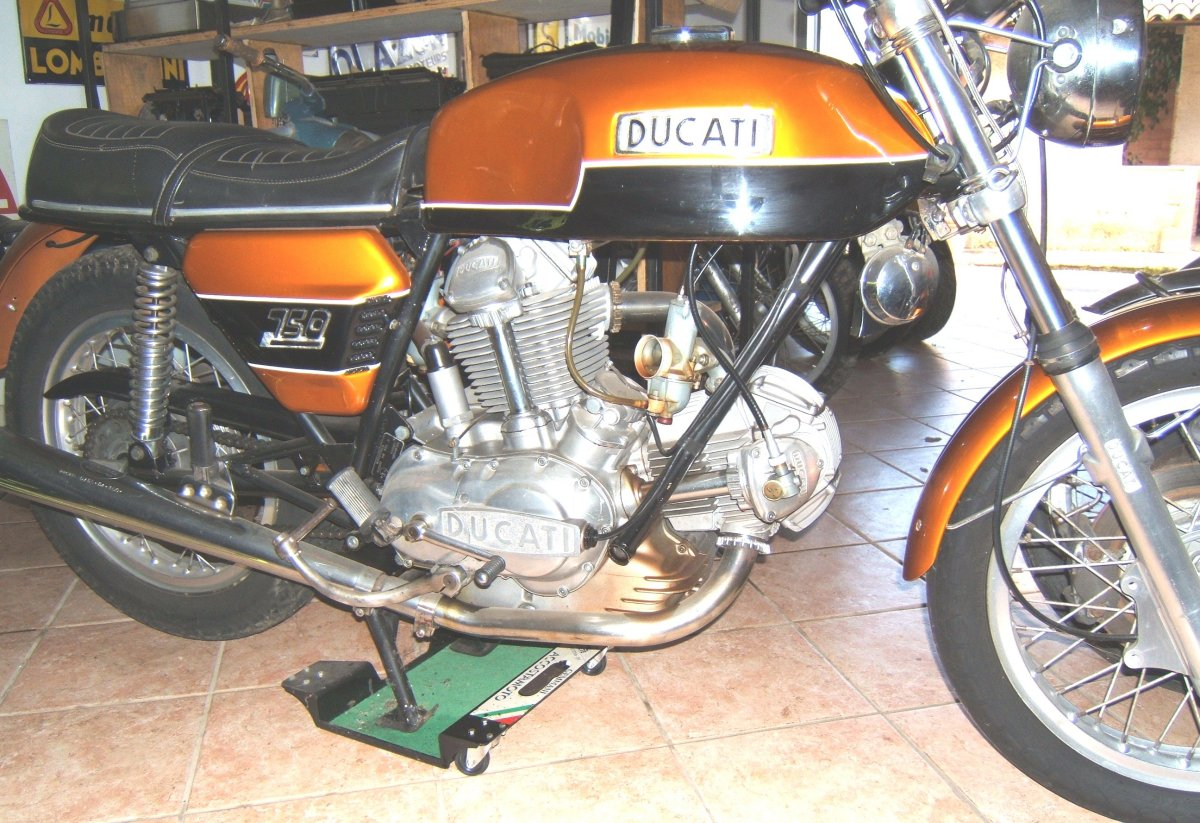
L-twin in een Ducati 750 GT

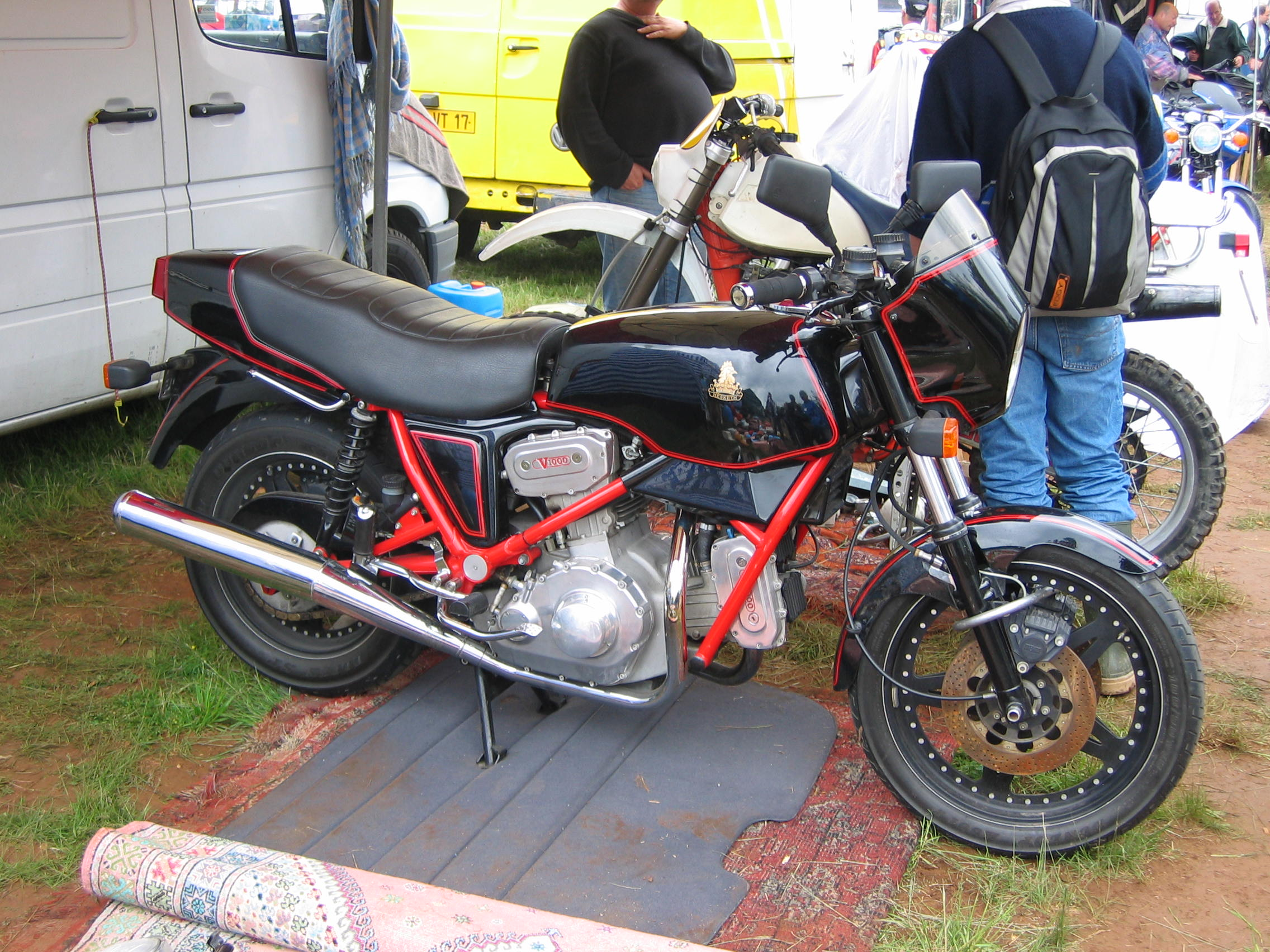
L-twin in een Hesketh V-1000

De L-twin is een 90°-V-tweecilindermotor (V-twin) die dwars in het frame is geplaatst en waarbij de voorste cilinder (vrijwel) horizontaal ligt. Hierdoor ontstaat een L-vormige cilinderopstelling. Voorbeeld: Ducati, Hesketh.